# Асаулюк Олександр Валентинович
Олександр Валентинович Асаулюк (англ. Oleksandr Asaulyuk; aka Olexa Luke  нар. 4 серпня 1973, Черкаси) — український та американський продюсер телебачення, кіно, музичних колективів. Журналіст, копірайтер, режисер, теле- та радіоведучий. Один із піонерів українського шоу-бізнесу, та одна з найбільш впливових фігур в українському шоу-бізнесі. Перший Голова правління телеканалів М1 та М2. Був серед кола осіб фундаторів телеканалів М1 та М2, та очолював ці канали протягом 12 років від 2000 до 2012 року. Автор ідей понад сотні телевізійних програм, зокрема шоу Tviй формат (2 премії Телетріумф 2003 та 2004) та кастинг-шоу Свіжа кров. Власник світового рекорду для радіоведучих щодо тривалості радіоефірів, проведених однією персоною (радіоведучим) без перерви на відпочинок — 1996 рік, 75 годин (3 доби та 3 години).

## Життєпис
Народився у Черкасах, тоді УРСР, у родині службовців Валентина Олександровича та Ніни Олександрівни. Походження родина має старшинське козацьке, з міста Чернятин Вінницької області. Має старшу сестру, лікарку Ірину. На початку 80-х років Валентина Асаулюка перевели на керівну посаду у Міністерство консервної промисловості УРСР, а разом із ним до Києва переїхала й уся родина.
Відповідно до родинної традиції сповідує православ'я, та є парафіянином УПЦ Київського патріархату. Проте у колі друзів полюбляє повторювати, що у Бога релігій не існує.
Одружений та вінчаний за православною традицією з відомим українсько-американським дизайнером  Мариною Асаулюк. Виховує двох дітей Марка та Поліну.

## Кар'єра

### Радіо та телебачення
Кар'єру в медіа розпочав у 1994 році, коли став одним із перших в Україні FM радіоведучих, на радіо ЮТАР FM (Київ 106,5 FM). У 1995 році переходить на джазову FM радіо станцію Континент. На радіо Континент у 1996 році встановлює рекорд Світу з тривалості радіоефіру, що провела одна особа (радіоведучий) без перерви на відпочинок. Рекорд тоді було встановлено на позначці 75 годин, тобто 3 доби та 3 годин без сну та відпочину. Цю подію висвітлювали майже всі провідні світові медіа, зокрема CNN та BBC, а самій радіостанції, попри малопопулярний в Україні джазовий контент, допомогло стати найпопулярнішою в Києві FM станцією другої половини 90 років.
Паралельно з радіо Континент починає телевізійну кар'єру, на запрошення ТРК Золоті Ворота, де створює, та стає ведучим одного з найпопулярніших телевізійних ток-шоу того часу. Зокрема в рамках ток-шоу гостями у студії були всі кандидати на пост Президента України 1999 року, окрім Кучми. З цим шоу пов'язано й одна з перших появ на національному телебаченні лідера гурту Океан Ельзи Святослава Вакарчука. Паралельно мав декілька шоу на радіо Столиці та радіо Супер Нова.

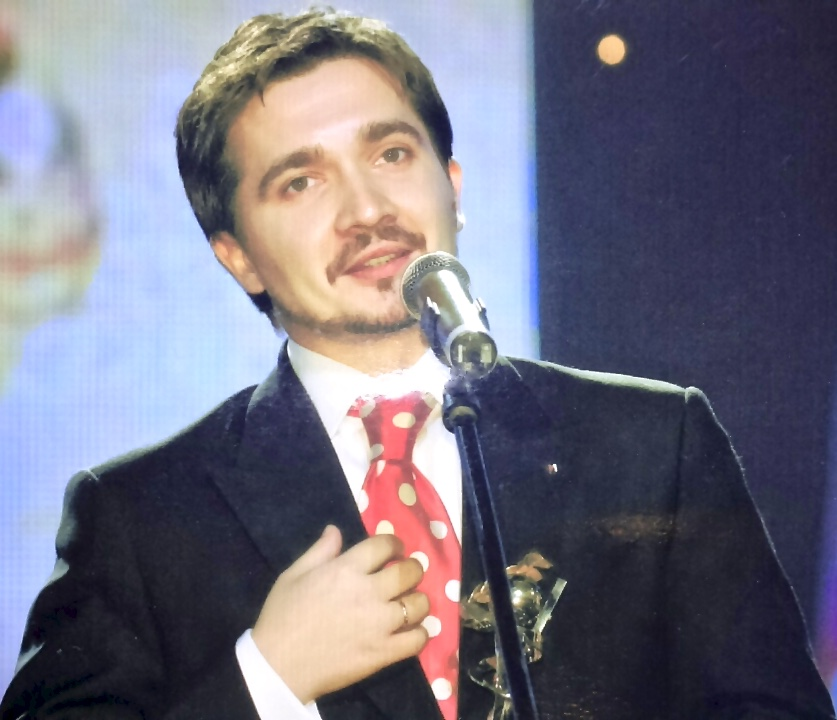
Олександр Асаулюк на сцені Палацу "Україна", під час вручення премії Телетріумф 2003

У 1999 році на запрошення пана Миколи Баграєва погоджується очолити команду, що створювала телеканал М1, та стає Головою Правління. Очолює телеканал у якості Голови правління та Генерального директора з 2000 по 2012 роки. Саме з періодом керівництва телеканалом  Олександра Асаулюка, пов'язують найбільші його рейтинги та перемоги. Відомий факт, що майже всі премії Телетріумф, що отримав телеканал, були саме у цей період. У цей час на телеканалі проводиться активна селекційна робота з пошуку нових облич та зірок телебачення. Зокрема Кузьма Скрябін, як телеведучий вперше з'явився на телеекранах у цей період, як ведучий хіт-параду Гаряча Сімка, що телеканал виробляв на замовлення ICTV, замінивши в ефірі Територію А. Вперше саме на М1 у той час з подачі Асаулюка з'явився Іван Дорн. Серед зірок, що засвітились на М1 у той час були Дмитро Шепелєв, Ольга Горбачова, Василіса Фролова, Coolбаба, перші афроукраїнці на українському телеекрані Кароліна Ашіон та Мирослав Джонович Кувалдін, перша українська кореянка Сараханда, Ілля Митько з групи Лєпріконси, лідер гурту Тартак Сашко Положинський, Даша Астаф'єва. Саме у цей час в ефірі транслюються серіали Сімпсони та Футурама, а дубляж українською мовою цих серіалів, став еталоном українського дубляжу для телевізійних каналів України. У цей період Олександр Асаулюк активну увагу приділяє розвитку українського шоу-бізнезу та популяризації української музики, для чого користуючись дуже високими, як для музичного каналу, рейтингами (у той час входив до чільної 10-ки українських телеканалів), оголошує ембарго на 2 роки на трансляцію в ефірі М1 музичних кліпів російського виробництва, натомість оголошує політику каналу з протекторату української музики, що в підсумку дало великий поштовх для появи цілої низки нових зірок української сцени. Зокрема, відомо, що Асаулюк сприяв появі на сцені та стрімкій кар'єрі Тіни Кароль, яку познайомив з її чоловіком Євгеном Огіром, та запропонував його у якості продюсера. У 2006 на базі телеканалу М1 разом з колегами запускає музичний телеканал М2 естрада, в ефірі якого транслюється тільки українська музика, а одним з телеведучих на каналі стає Павло Зібров.
У 2004 році на запрошення Генерального директора російського телеканалу «Пєрвий канал» Костянтина Ернста долучається до створення пакета телеканалів, що згодом було представлено в етнічному пакеті на платформі DirecTv Руперта Мердока у США. Музичний жанр телеканалів у пакеті закривав М1.
У 2012 році за власною ініціативою, після 12 років на М1 та М2, залишає посаду керівника цих каналів та погоджується очолити у якості Генерального продюсера телеканал 2+2, що входить до медіа-холдингу Ігора Коломойського 1+1. На 2+2 проводить кардинальний ребрендинг, змінює формат, лого та під гаслом «Право на лева» виводить за півроку кризового менеджменту канал на шосте місце в Україні.
У 2013 році засновує власну компанію Асаулюк продакшн, що займається виробництвом програм для телеканалів України, Польщі, Росії, Казахстану та Молдови. Активно експериментує з так званим інтернет (онлайн)-відео, та запускає цілу низку проектів пов'язаних з цим: Internet Hero, уТета в Інтернеті, Шоумухослон [Архівовано 9 листопада 2017 у Wayback Machine.], Руссо Турісто, Шалене відео по-українські [Архівовано 9 листопада 2017 у Wayback Machine.], ТЕТ Інтернет, перше у світі шоу, де ведучими стали собаки, озвучені акторами та з руками людей Тузік та Барбос шоу, та багато інших.

### Індустрія моди
У 2006 році разом з дружиною, відомим українським дизайнером Мариною Асаулюк, створює Дім моди Асаулюк. У 2016 компанія стає частиною USA Fashion Company, а Асаулюк разом з родиною переїжджає до Каліфорнії, США.